# Gabyna pindarus
Gabyna pindarus là một loài bướm đêm trong họ Noctuidae.